# Букер, Седелла
Седелла Букер (англ. Cedella Booker, урождённая Малкольм, ранее Марли, 23 июля 1926 — 8 апреля 2008) — мать ямайского музыканта Боба Марли, певица и писательница.

## Биография
Букер родилась в Роден Холл, округ Сент-Энн, Ямайка. Её родителями были Альберта Уилби и Омериа Малкольм. Омериа был фермером, и одним из самых уважаемых жителей района Найн Майл (Омериа — сын Роберта Малкольма, предками которого были рабы-аканы, отправленные на Ямайку из Африканского Золотого берега (ныне Гана) в конце XVII — начале XVIII веков). В 18 лет Седелла Букер вышла замуж за 59-летнего Норвала Синклера Марли, белого ямайца английского и, возможно, сирийско-еврейского происхождения. Семья отца мужа эмигрировала из Англии, а семья матери Норвала, Эллен Марли (урождённая Брумфильд), происходила из Леванта. Она родила от него сына, Роберта Несту (чьё второе имя, Неста, означает «мудрый посланник»). Норвал Марли был офицером, а также смотрителем плантации. Его семья находилась под постоянным давлением, и хотя капитан оказывал жене и сыну финансовую поддержку, он редко видел их. Бобу было десять лет, когда Норвал умер от сердечного приступа в 1955 году в возрасте 70 лет. После этого Седелла и Боб переехали в Тренчтаун, в район трущоб в Кингстоне. В то время это было единственное место, где Букер, будучи молодой женщиной, могла жить на свои собственные средства после переезда в большой город.
Живя в Тренчтауне, Букер родила дочь Перл от Таддеуса Ливингстона, отца Банни Ливингстона (Банни Вейлера), который вместе с Бобом Марли и Питером Тошем сформировали оригинальное трио The Wailers в 1963 году. Позже Седелла вышла замуж за Эдварда Букера, американского госслужащего и первоначально проживала с ним в Делавэре, где она родила ещё двух сыновей, Ричарда и Энтони. Энтони был убит в перестрелке с полицией после прогулки по торговому центру в Майами. После смерти Эдварда Букера, Седелла переехала в Майами, Флорида, где присутствовала у смертного одра своего знаменитого сына, который умер от рака в 1981 году. Оставшуюся жизнь Букер прожила в Майами.
Прозванная «хранительницей пламени», Седелла отрастила дреды, усыновила Роана Марли, сына Боба Марли от Дженет Хант, и от случая к случаю выступала с детьми Марли: Кай-Мани, Зигги, Стивеном и Джулианом. Позже она выпустила музыкальные альбомы Awake Zion и Smilin' Island of Song. Седелла Букер приняла участие в праздничных мероприятиях в Аддис-Абебе, Эфиопия, в честь 60-летия Боба Марли в 2005 году. Также она написала две биографии Боба Марли.
8 апреля 2008 года Седелла Букер умерла во сне в Майами, Флорида, по естественным причинам. На момент смерти ей был 81 год.

## Работы
Букер написала две книги о Бобе Марли:
- Bob Marley: An Intimate Portrait by His Mother, опубликована в 1997[2] Penguin Books Ltd (UK), ISBN 978-0-14-025814-1
- Bob Marley, My Son, опубликована в 2003[2] Taylor Trade Publishing, ISBN 978-0-87833-298-4